# 潮滩杆状菌属
潮滩杆状菌属（学名：Aestuariibacter）也称潮间带杆菌或潮滩杆属，是交替单胞菌科下的一属。此属的物种是革兰氏阴性、氧化酶阳性、过氧化氢酶阳性、不形成孢子、严格需氧、化能异养、嗜盐、嗜温、中性的海洋杆状细菌。此属的物种用极性鞭毛来运动。此属的模式种是需海水潮滩杆状菌（Aestuariibacter salexigens）。

## 词源
“Aestuariibacter”这个名字来源于拉丁名词“aestuarium”，指潮滩（海岸的一部分，在涨潮时会泛滥，但在落潮时会被泥或粘液覆盖）和新拉丁名词“bacter”，表示细菌。因此，“Aestuariibacter”指的是潮滩细菌，因为除了来自黄海的嗜盐潮滩杆状菌外，其它物种的都分离于潮滩中。

## 下属物种
本属包括以下物种：
- 成团潮滩杆状菌 Aestuariibacter aggregatus Wang et al. 2010，前称团聚潮汐杆菌，也称成团潮间带杆菌，异名
- 嗜盐潮滩杆状菌 Aestuariibacter halophilus Yi et al. 2004，前称嗜盐潮汐杆菌，也称嗜盐潮间带杆菌
- 海岸潮滩杆状菌 Aestuariibacter litoralis Tanaka et al. 2010，异名
- 需海水潮滩杆状菌 Aestuariibacter salexigens Yi et al. 2004，前称需海水潮汐杆菌，也称需海水潮间带杆菌